# Festival Internacional de Cine de Toluca
El Festival Internacional de Cine del Centro Histórico de Toluca (FICCHT) es un festival de cine mexicano y acontece en el Centro Histórico de la ciudad de Toluca en el mes de agosto, enfocado al desarrollo cultural con impacto social, de expresión y desarrollo cultural enfocado a la creación, producción, distribución, difusión, expresión, formación e investigación del Cine mexicano para la población del país, en la ciudad de Toluca y el Estado de México.
Esta plataforma cultural promueve y difunde la cinematografía mexicana, a través de la experiencia del gremio cinematográfico y la investigación de académicos involucrados en el tema, nacionales e internacionales,  encaminando este esfuerzo a la defensa del cine nacional, a través de proyecciones de películas de largometraje, cortometraje, ficción, documental, artísticas y comerciales primordialmente mexicanas para incentivar el consumo de cine mexicano en la población de Toluca, el Estado de México y sus alcances en el país.

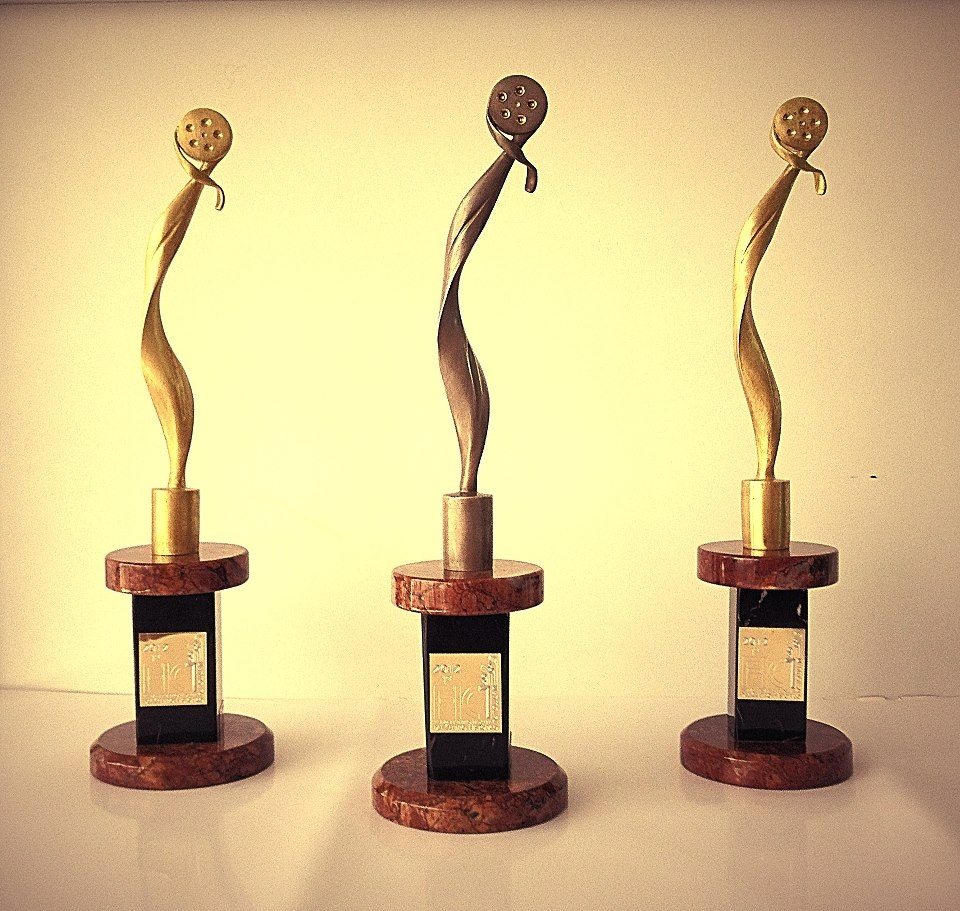
Estatuilla FICCTH "TOLUCA LA BELLA" Escultor. Martin Camilo Enriquez Loza

Con lo anterior se busca detonar la producción cinematográfica a nivel local y nacional, apoyado en las vanguardias y las nuevas tecnologías, para promover los productos fílmicos de calidad audiovisual, colaborando en el fortalecimiento de la identidad y el sentido de pertenencia del cine mexicano en el Estado de México.

## Objetivo General
Establecer una plataforma cultural de desarrollo, promoción y difusión artística de la cinematografía nacional en el Estado de México, con el fin de articular un punto de encuentro nacional para el análisis, la crítica y la creación de cine mexicano, a través del fomento a la producción cinematográfica mexicana, considerando a los jóvenes realizadores y nuevos talentos, integrando el desarrollo de actividades culturales y educativas enfocadas al desarrollo socio-cultural, coadyuvando en la construcción de la identidad mexiquense y la conformación de hábitos de consumo cultural.
El FICCHT nace de una iniciativa ciudadana conformada por la Asociación Civil Festival Internacional de Cine del Centro Histórico de Toluca, legalmente constituida ante Notario Público y con Registro Contribuyentes.
El Comité Organizador del FICCHT está integrado por: Mauricio D Aguinaco - Director General, Magali Hernández- Coordinación General y Relaciones Públicas, Ingrid Lozano Woolrich - Coordinadora de Pabellón Académico y Relaciones Interinstitucionales, Giovanni Gómez Tagle - Programación y Producción y Arturo Tay- Vinculación Cinematográfica y Programación.    

### Primera Edición FICCHT (11 al 18 de agosto de 2012)
- 24 Largometrajes Nacionales
- 28 Cortometrajes Nacionales
- 14 Muestras Cinematográficas
- 167 Producciones Cinematográficas Exhibidas (Nacionales e Internacionales)
- 64 Personalidades del Gremio Cinematográfico
- Homenaje a Mario Moreno “Cantinflas”
- 7 Mesas de Trabajo - Pabellón Académico
- 8 Ponentes Participantes
- 4 Conferencias Magistrales
- 3 Presentaciones de Libros
- 2 Simposiums

### Segunda Edición FICCHT (10 al 17 de agosto de 2013)
Actividades Especiales:
- Muestra de "Cantinflas" - 1 Largometraje y 3 Cortometrajes
- Exposición Fotográfica de "El Santo"
- Plática de Experiencia Profesional del actor "Horacio Castelo"

Actividades Académicas: Presentación de libro "Atisbo a los inicios del Cine en Toluca" – Autor: Luis Recillas
Conferencias Magistrales.
Simposium sobre el Cine como Herramienta Educativa
Foros Académicos:
"El Cine como Instrumento de Comunicación en el Diálogo Intercultural" Universidad Intercultural del Estado de México (UIEM)
- "Hacia la Instrumentación de una Política Fiscal y Comercial en Defensa del Cine Mexicano" (5 mesas de trabajo).

Actividades de Proyección:
- 506 Producciones Cinematográficas en Exhibición
- 132 Número de Largometrajes
- 374 Número de Cortometrajes

9 Sedes
14 Muestras Cinematográficas
Relación de Muestras Cinematográficas –FICCHT 2013
1.Cantinflas 2.Los Arieles 3.Retrospectiva de Cine Mexicano - Cineteca Nacional 4.Festival Internacional de Cine del Centro Histórico de Toluca - Cineastas Mexiquenses 5.Centro de Capacitación Cinematográfica (C.C.C.) 6.Centro Universitario de Estudios Cinematográficos (C.U.E.C.) 7.Festival de Cine Infantil y Juvenil "Lo que Veo" 8. Onirik Studios 9. Cortometrajes IMCINE 10. Cine Ecologista 11. Cortometrajes de la Asociación de Cineastas del Magisterio de Coahuila 12. Festival Internacional de Cine y Video Indígena 13. Homenaje al Dir. Alfredo Gurrola González 14. Homenaje al Dir. Luis Buñuel  
Países participantes: México, Argentina, Colombia, Chile, España, Estados Unidos, Brasil, Rusia, Italia, Francia, Inglaterra, Irán
Invitados Especiales: 70 Personalidades del Gremio Cinematográfico Nacional
El FICCHT es un festival que desde sus inicios pretende vincular a la sociedad, otorgando espacios para la expresión, divulgación y exposición del cine nacional, estableciendo una propuesta cultural y artística, comprometiéndose con la promoción del cine hecho en México y su consiguiente consumo.